# Paraklausithyron
Ein Paraklausithyron (griech. παρακλαυσίθυρον – Weinen / Klagen an der Tür) ist ein Klagelied, das einen Liebhaber vor der verschlossenen Haustür seiner Geliebten vorstellt. Der Begriff wurde von Plutarch für seine philosophische Schrift Über die Liebe (Erotikos 8,2 = Moralia 753 a/b) geprägt.

## Typische Elemente
Typische Elemente sind ein ausgesperrter Liebhaber (lat. exclusus amator) als lyrisches Ich der Klage, der zumeist angetrunken von einem Gelage kommt (weshalb er den gewundenen Kranz des Zechers vom Kopf nimmt und an die Tür der Geliebten hängt) und nachts Einlass bei seiner Freundin verlangt, die verschlossene Tür und die Geliebte, die ihn aus Sprödigkeit, Geldgier, Untreue oder aufgrund der Umsicht ihres eifersüchtigen Gatten nicht einlassen mag oder kann. Der Liebhaber setzt sich nun auf die Schwelle, die zumeist als besonders hart geschildert wird, und versucht, durch sein Klagelied entweder die Tür oder die Geliebte zum Öffnen zu bewegen. Dabei wird regelmäßig das epikureische Argument angeführt, die Geliebte solle ihn einlassen, da das Leben zu kurz sei, um auf Genuss zu verzichten.

## Das Paraklausithyron in der antiken Dichtung

### Griechische Dichtung
Das Motiv war in der altgriechischen Dichtung sehr beliebt. Nach ersten Ansätzen etwa bei Alkaios von Lesbos und in den Komödien des Aristophanes bildete sich das Vollbild des Paraklausithyrons erst im Hellenismus aus, z. B. in der Lyrik Theokrits oder Kallimachos’ und in den Epigrammen des Asklepiades, der einen schönen Knaben um Einlass bittet. Einige Forscher nehmen einen Einfluss des Motivs auch auf das biblische Hohelied (Hohelied 5,2–8 ) an.

### Lateinische Dichtung
Wiederbelebt und variiert wurde es in der römischen Liebeselegie des ersten vorchristlichen Jahrhunderts. So verfasste Catull mit carmen 67 ein Paraklausithyron als Dialog mit der Haustür, die dem weniger drängenden als vielmehr neugierigen Dichter Klatschgeschichten über das Liebesleben der Hausbewohner vermeldet. In Tibulls Elegie Adde merum (I, 2) will der Dichter seinen Schmerz erst durch Weingenuss betäuben, dann das Herz seiner geliebten Delia durch Zauberei erweichen, bis er schließlich dem über diese komischen Anstrengungen schmunzelnden Leser droht, wer über die Liebesverirrungen der Jugend lache, werde sich im Alter verlieben und sich noch würdeloser benehmen. Ovid schließlich erweiterte das Motiv, indem der Liebhaber in Amores, I, 6 nicht die Tür oder die Geliebte, sondern den Türsteher anspricht, was Gelegenheit zu einer sozialgeschichtlich interessanten Schilderung dieser Sklavengattung bietet. In Multa diuque tuli (Amores, III, 11), schildert er, wie er vom aktuellen Liebhaber seiner Freundin Corinna auf der Schwelle sitzend angetroffen wurde, als der nach einer Liebesnacht mit ihr das Haus verließ. Nach dieser demütigenden Erfahrung kündigt er der Liebe in Gestalt des Liebesgotts Amor und damit auch der Liebesdichtung die weitere Gefolgschaft auf. Auch in seiner Ars amatoria spielt Ovid mit den Motiven des Paraklausithyrons. Properz schließlich dreht das Motiv in seiner Elegie Quae fueram (I, 16) insofern um, als hier die Tür selbst klagt, die von allzu vielen ausgeschlossenen Liebhabern angesungen worden sei.
Horaz verfasste mit seiner Ode Extremum Tanain (III, 10) ebenfalls ein Paraklausithyron, doch anders als die Elegiker trieb er mit dem Motiv kein halb-ironisches literarisches Spiel, sondern nahm das Thema wieder ernster und lud es durch zahlreiche gelehrte Anspielungen im Sinne des Poeta doctus poetisch auf. Auch Persius nimmt das Motiv auf (sat. V, 161 sqq.).